# Wílmar Barrios
Wílmar Barrios (Cartagena, 1993. október 16. –) kolumbiai labdarúgó, a Zenyit hátvédje.

## Sikerei, díjai
- Deportes Tolima
  - Copa Colombia: 2014

- Boca Juniors
  - Argentin bajnok: 2016–17, 2017–18

- Zenyit
  - Orosz bajnok: 2018–19, 2019–20, 2020–21, 2021–22, 2022–23, 2023–24
  - Orosz kupa: 2019–20, 2023–24
  - Orosz szuperkupa: 2020, 2022, 2023, 2024